# Wulfeniinae
Wulfeniinae è una sottotribù di piante angiosperme appartenenti alla famiglia delle Plantaginaceae.

## Etimologia
Il nome della sottotribù deriva dal suo genere tipo Wulfenia Jacq., 1781 il cui nome è stato dato in ricordo di Franz Xavier Freiherr von Wulfen (1728-1805), gesuita austriaco, naturalista e scrittore botanico. ll nome scientifico della sottotribù è definito informalmente in via provvisoria.

## Descrizione

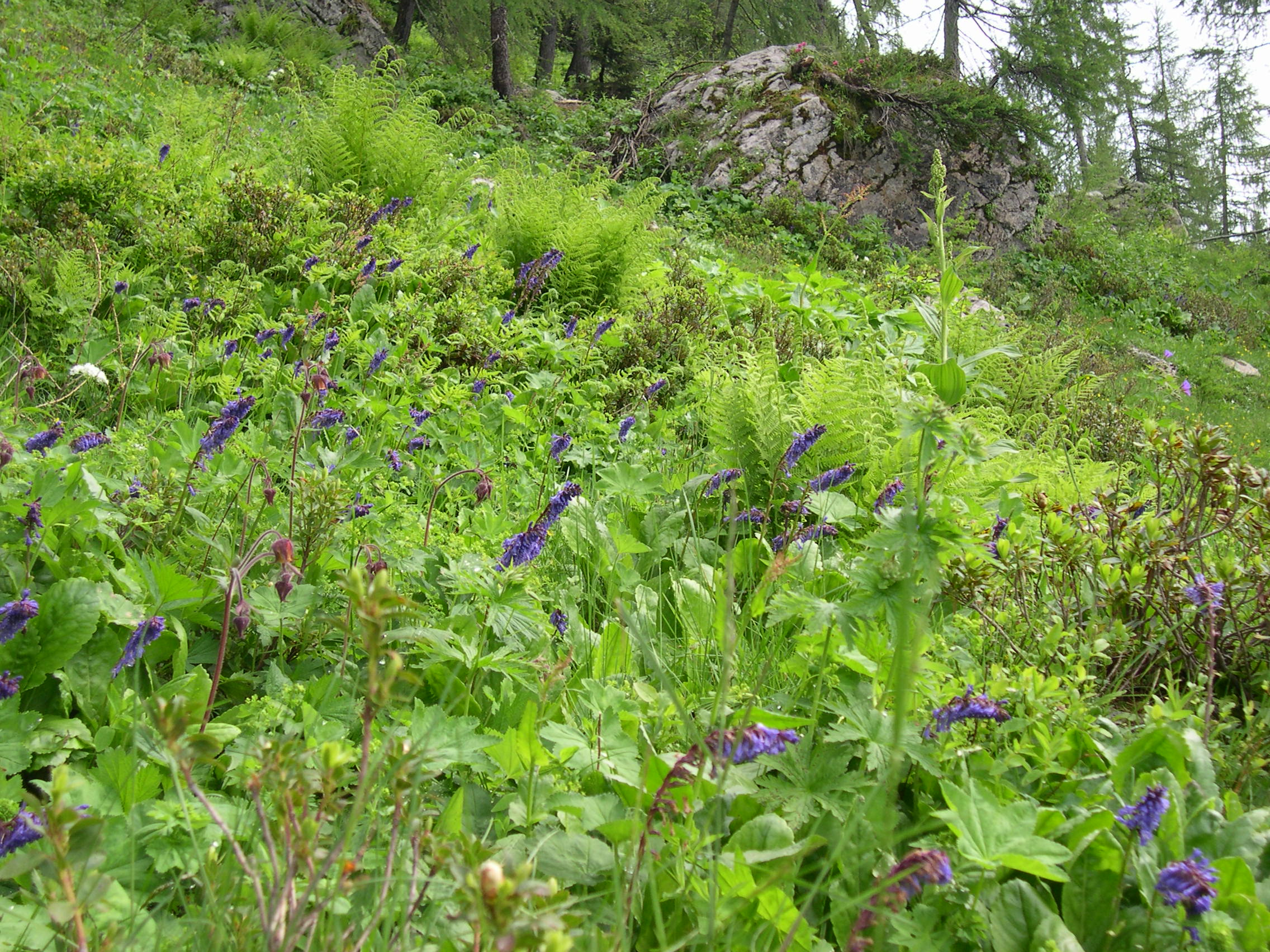
Il portamento
Wulfenia carintiaca

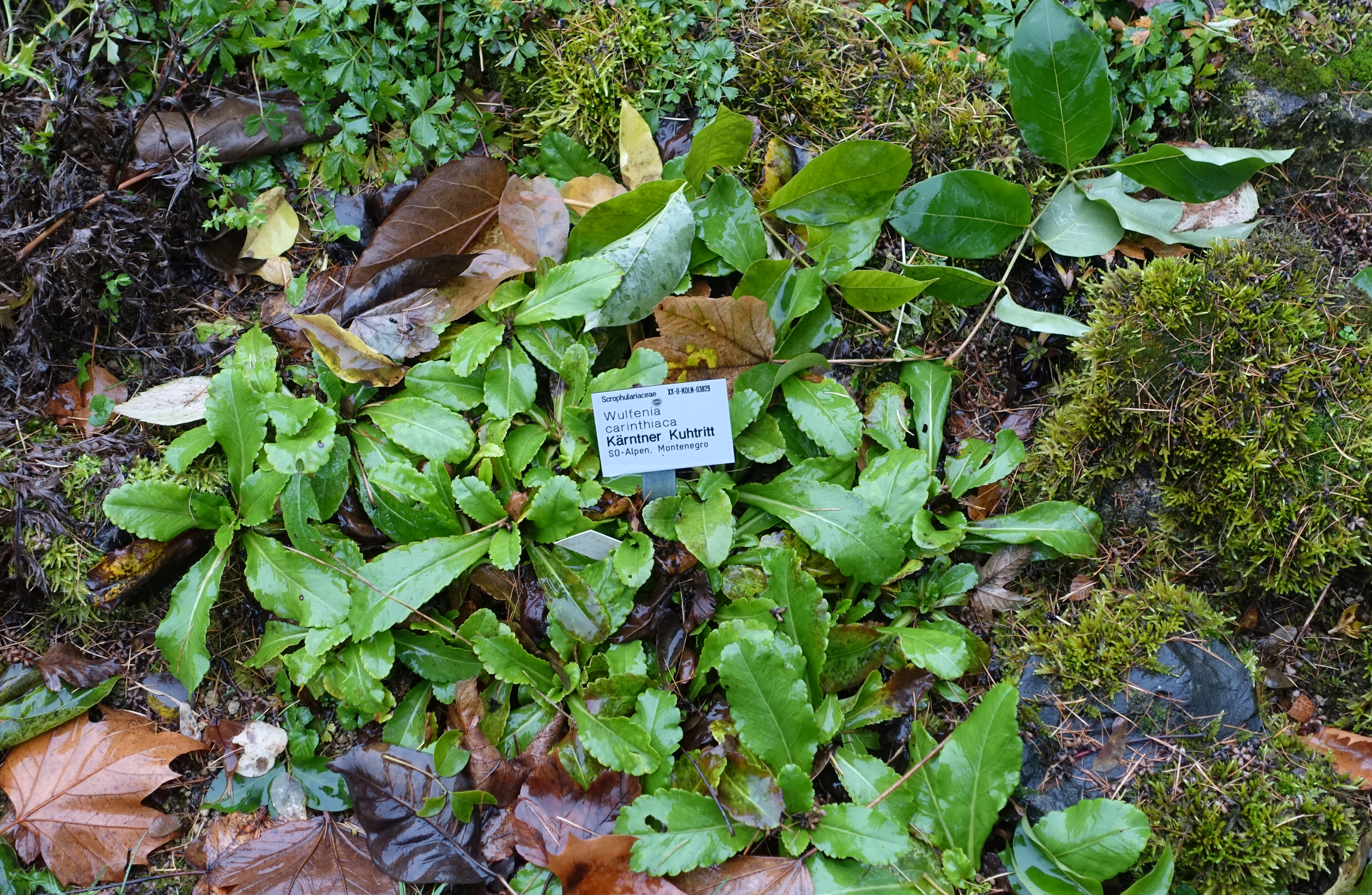
Le foglie
Wulfenia carintiaca

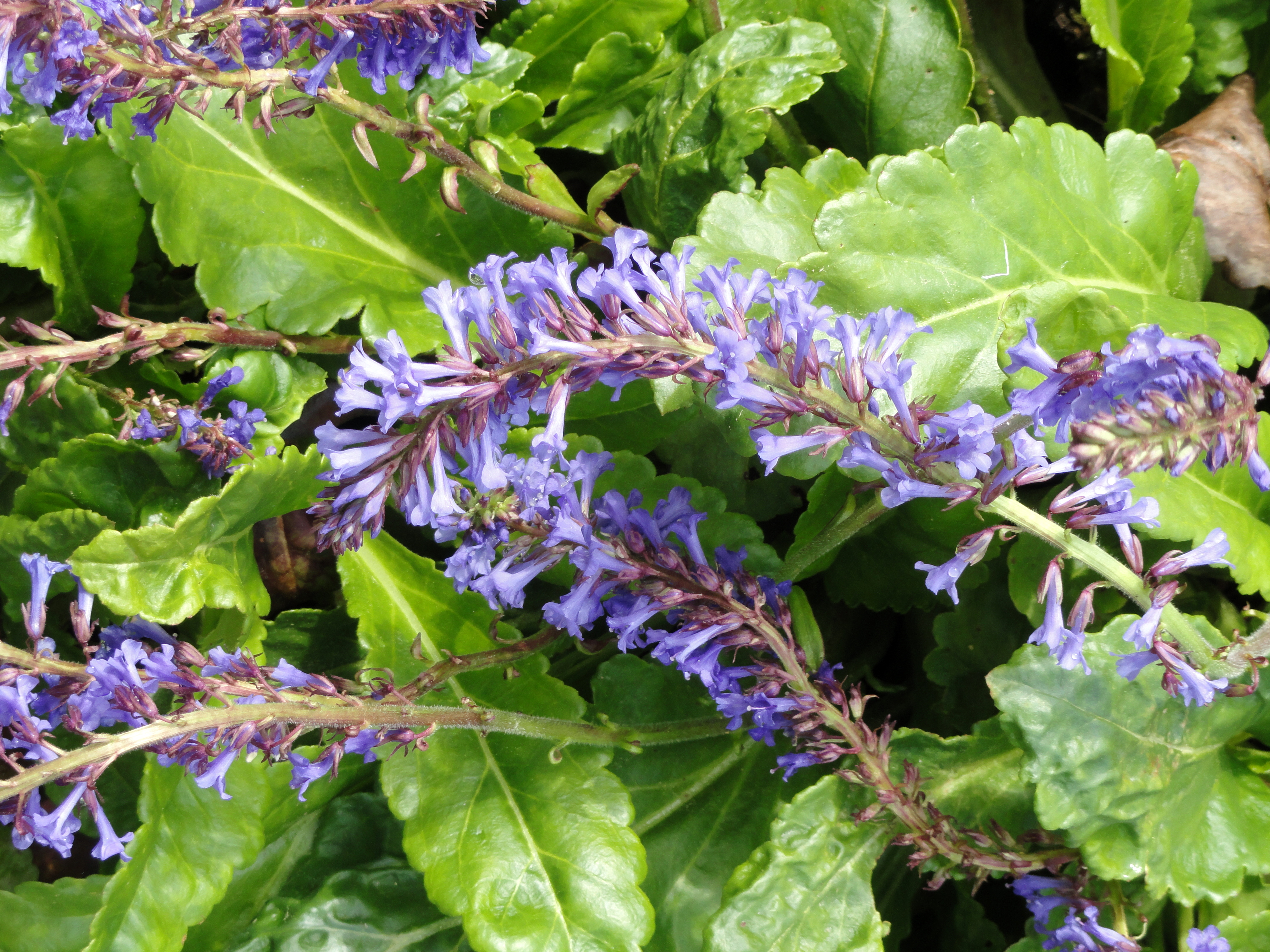
Infiorescenza
Wulfenia orientalis

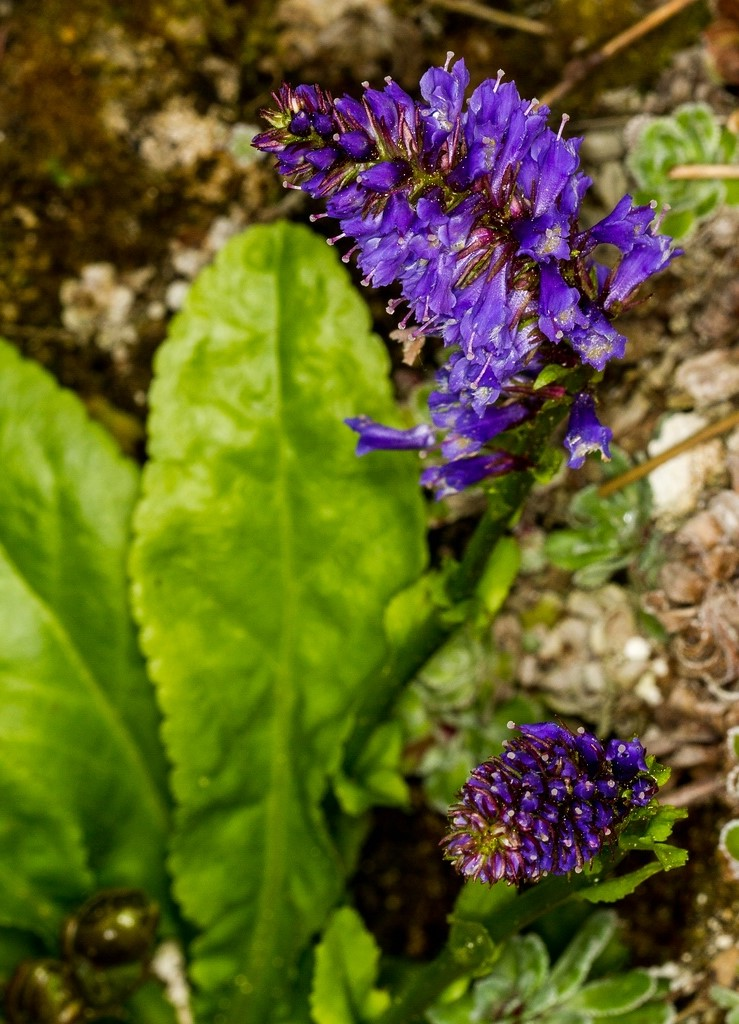
I fiori
Wulfenia blecicii

- Il portamento delle specie di questa sottotribù è erbaceo (annuale o perenne) oppure arbustivo. L'indumento è più o meno pubescente oppure glabro. I fusti hanno un portamento da eretto a ascendente e sono corti. Le radici sono rizomatose.[1][3][4][5][6]
- Le foglie sono delle rosette basali (o radicali) con disposizione alterna; quelle cauline sono ridotte a delle squame. Le foglie sono picciolate (a volte alate) o subsessili. La forma della lamina varia da ovoide a oblunga oppure da spatolate a strettamente ellittica; a volte la lamina si restringe alla base. Gli apici in genere sono acuti. I margini sono irregolari o profondamente crenati oppure seghettati.
- Le infiorescenze sono racemose (di tipo spicato) terminali o laterali con rami ascellari. Spesso sono troncate e i fiori hanno una disposizione più o meno unilaterale. Le bratteole sono assenti. I fiori sono brevemente pedicellati e sono molto piccoli.
- I fiori sono ermafroditi, zigomorfi e tetraciclici (ossia formati da 4 verticilli: calice– corolla – androceo – gineceo) e tetrameri (i verticilli del perianzio hanno più o meno 4 elementi ognuno).

- Formula fiorale. Per la famiglia di queste piante viene indicata la seguente formula fiorale:

X o * K (4-5), [C (4) o (2+3), A 2+2 o 2], G (2), capsula.
- Il calice, gamosepalo, è tubolare (campanulato) e profondamente pentalobato. I lobi sono ineguali (quelli adassiali sono più piccoli). La forma dei lobi può essere lanceolata con margini cigliati.

- La corolla, gamopetala, è formata da un tubo (corto e cilindrico oppure lungo e campanulato) terminante in due labbra (corolla zigomorfa) oppure quasi attinomorfa (Pricrorhiza). I lobi del labbro superiori sono più lunghi. Il colore della corolla è blu o porpora.

- L'androceo è formato da 4 o 2 stami (in Wulfenia e Kashmiria spesso i due stami abassiali sono abortiti). Gli stami sono inclusi o sporgenti. Il polline è tricolpato.

- Il gineceo è bicarpellare (sincarpico - formato dall'unione di due carpelli connati). L'ovario (biloculare) è supero con forme da coniche a ovoidi. Gli ovuli  hanno un solo tegumento e sono tenuinucellati (con la nocella, stadio primordiale dell'ovulo, ridotta a poche cellule).. Lo stilo ha uno stigma capitato bilobato. Il disco nettarifero può essere presente nella parte più interna della corolla.

- I frutti sono delle capsule fusiformi a deiscenza setticida o loculicida o sono delle bacche indeiscenti (Kashmiria). I semi sono numerosi con testa alveolata o reticolata e trasparente.

## Riproduzione
- Impollinazione: l'impollinazione avviene tramite insetti (impollinazione entomogama) quali imenotteri, lepidotteri o ditteri o il vento (impollinazione anemogama).
- Riproduzione: la fecondazione avviene fondamentalmente tramite l'impollinazione dei fiori (vedi sopra).
- Dispersione: i semi cadendo (dopo aver eventualmente percorso alcuni metri a causa del vento - dispersione anemocora) a terra sono dispersi soprattutto da insetti tipo formiche (disseminazione mirmecoria).

## Distribuzione e habitat
La distribuzione delle specie di questo gruppo è himalayano; a parte un genere presente anche in Europa.

## Tassonomia
La famiglia di appartenenza di questo gruppo (Plantaginaceae) comprende 113 generi con 1800 specie (oppure secondo altri Autori 114 generi e 2400 specie, o anche 117 generi e 1904 specie o 90 generi e 1900 specie) ed è suddivisa in tre sottofamiglie e oltre una dozzina di tribù. La sottotribù di questa voce appartiene alla sottofamiglia Digitalidoideae (tribù Veroniceae).

### Composizione della tribù
La sottotribù si compone di 5 generi e 9 specie:
| Genere                           | Specie                                                          | Numero cromosomico | Distribuzione           |
| -------------------------------- | --------------------------------------------------------------- | ------------------ | ----------------------- |
| Kashmiria D.Y. Hong, 1980        | Una specie: Kashmiria himalaica (Hook. f.) D.Y. Hong            | 2n = 16            | Himalaya                |
| Neopicrorhiza D.Y. Hong, 1984    | Una specie: Neopicrorhiza scrophulariiflora (Pennell) D.Y. Hong |                    | Himalaya                |
| Picrorhiza Royle ex Benth., 1835 | Una specie: Picrorhiza kurrooa Royle ex Benth.                  | 2n = 34            | Himalaya (occidentale)  |
| Wulfenia Jacq., 1781             | 4                                                               | 2n = 18            | Dalle Alpi alla Turchia |
| Wulfeniopsis D.Y. Hong, 1980     | 2                                                               | 2n = 16            | Afghanistan e Himalaya  |

Note: 
- Falconeria Hook. f., 1883 è considerato sinonimo di Kashmiria[1]
- Lafuentea Lag., 1816 genere monotipo con una sola specie (Lafuentea rotundifolia Lag.) distribuita nella Spagna meridionale è considerata "incertae sedis" in quanto alcuni Autori la descrivono nella tribù Antirrhineae (sottofamiglia Antirrhinoideae)[10], oppure come "unassigned" alla ex famiglia Veronicaceae[8], mentre altri confermano la sua posizione in questa tribù.[1]
- Erinus L., 1753 recentemente è stato trasferito da questa sottotribù alla tribù Digitalideae.[8][10]

### Filogenesi
Storicamente questo gruppo ha fatto parte della famiglia Scrophulariaceae (secondo la classificazione ormai classica di Cronquist). In seguito è stato descritto anche all'interno della famiglia Veronicaceae. Attualmente con i nuovi sistemi di classificazione filogenetica (classificazione APG) è stata assegnata alla famiglia delle Plantaginaceae (sottofamiglia Digitalidoideae (Dum.) Luerss. e tribù Veroniceae Bartling.).
Secondo alcuni studi i generi Veronicastrum e Lagotis (attualmente descritti all'interno della sottotribù Veroniciinae) risultando da un punto di vista filogenetico più vicini al genere Wulfenia andrebbero inclusi nel gruppo di questa voce.

### Specie della flora spontanea italiana
Nella flora spontanea italiana è presente una sola specie di questo gruppo:
- Wulfenia carinthiaca Jacq. (Wulfenia): è una specie rara ed è presente a quote sopra i 1300 m s.l.m. nei pressi del Passo di Pramollo (Carnia).